# Coelacanthia
Coelacanthia is een geslacht van uitgestorven weekdieren uit de klasse van de Gastropoda (slakken).

## Soort
- Coelacanthia quarispinosa Andrusov, 1890 †